# Koronkarstwo w Chorwacji
Koronkarstwo w Chorwacji – tradycja tworzenia koronek rozwijana w różnych miejscowościach Chorwacji. W 2009 roku zostało wpisane na listę niematerialnego dziedzictwa UNESCO w Europie.

## Historia
Na terenie Chorwacji tradycje koronkarskie istnieją od XV wieku. Powstało kilka ośrodków, w których wykonuje się różnego typu koronki. Koronki igiełkowe w: Pagu, Primošten, w okolicach Slavonskiego Brodu (koronki Sols), koronki klockowe w: Lepoglavie i Sveta Marina, frywolitki w Križevci i teneryfy na wyspie Hvar. Wszystkie zostały zarejestrowane na liście niematerialnego dziedzictwa kulturowego Ministerstwa Kultury Republiki Chorwacji. Dodatkowo koronki z Pagu, Hvaru i Lepoglavy wpisano w 2009 roku na listę reprezentatywną UNESCO niematerialnego dziedzictwa kulturowego ludzkości pod nazwą „Koronkarstwo w Chorwacji”. W celu popularyzacji tej formy rękodzieła artystycznego co roku są organizowane wydarzenia nazywane festiwalami. Najstarszy od 1997 roku odbywa się w Lepoglavie. Na jego wzór w 2010 roku zorganizowano Międzynarodowy Festiwal Koronki w Pagu.
Po wpisaniu koronkarstwa na listę UNESCO w ramach serii „Mini monety” Chorwacki Bank Narodowy we współpracy z Hrvatskim novčarskim zavodom wyemitował pamiątkową złotą monetę „Koronkarstwo w Chorwacji” z motywami koronki z Pagu i Lepoglavy. Projekt monety przygotował rzeźbiarz Stjepan Divković.
W 2014 roku Hrvatsko filatelističko društvo Zadar (Chorwackie Towarzystwo Filatelistyczne Zadar) wydało pamiątkową kopertę z motywem koronki z Pagu oraz znaczek pocztowy z koronką z Pagu

## Koronka igiełkowa z Pagu

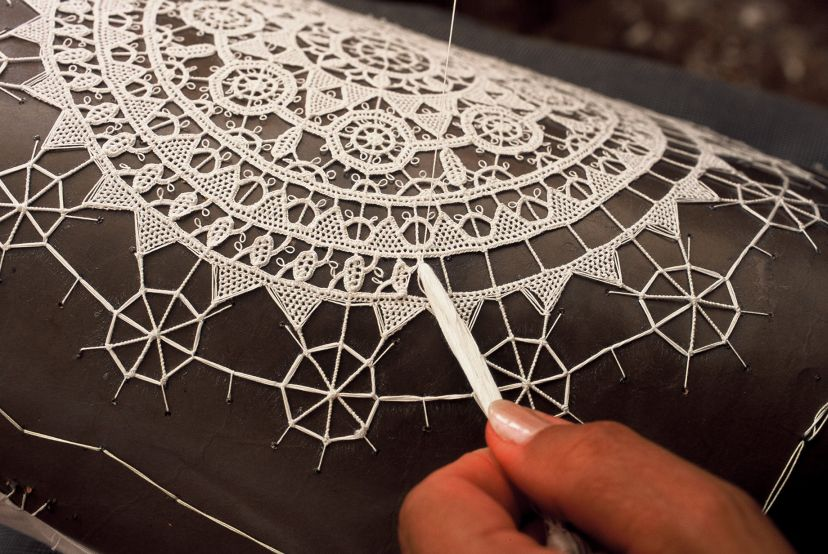
Tworzenie koronki igiełkowej z Pagu

Koronki igiełkowe w Pagu były wytwarzane od XV wieku. Benedyktynki z klasztoru św. Małgorzaty w Pagu w szkole dla dziewcząt uczyły nie tylko czytania i pisania, ale również wytwarzania koronek. W 1906 roku dzięki Natalie Bruck-Auffenberg w Pagu powstała szkoła koronkarska, która działała z przerwami do 1945 roku. Koronki wykonuje się igłą. Przed rozpoczęciem pracy należy pomocniczą nitką przymocować do tekturki kontury koronki wykonując rodzaj siatki. Wykonuje się je z grubszej nici. Po ukończeniu pracy nici pomocnicze mocujące koronkę usuwa się. Ich zadaniem było utrzymanie napięcia nitek i kształtu koronki. Tekturkę przykrytą folią umieszcza się na półokrągłej poduszce. Koronczarki z Pagu tworzą koronki, używając 31 elementów, które łączą w geometryczne wzory.

## Koronka klockowa z Lepoglavy

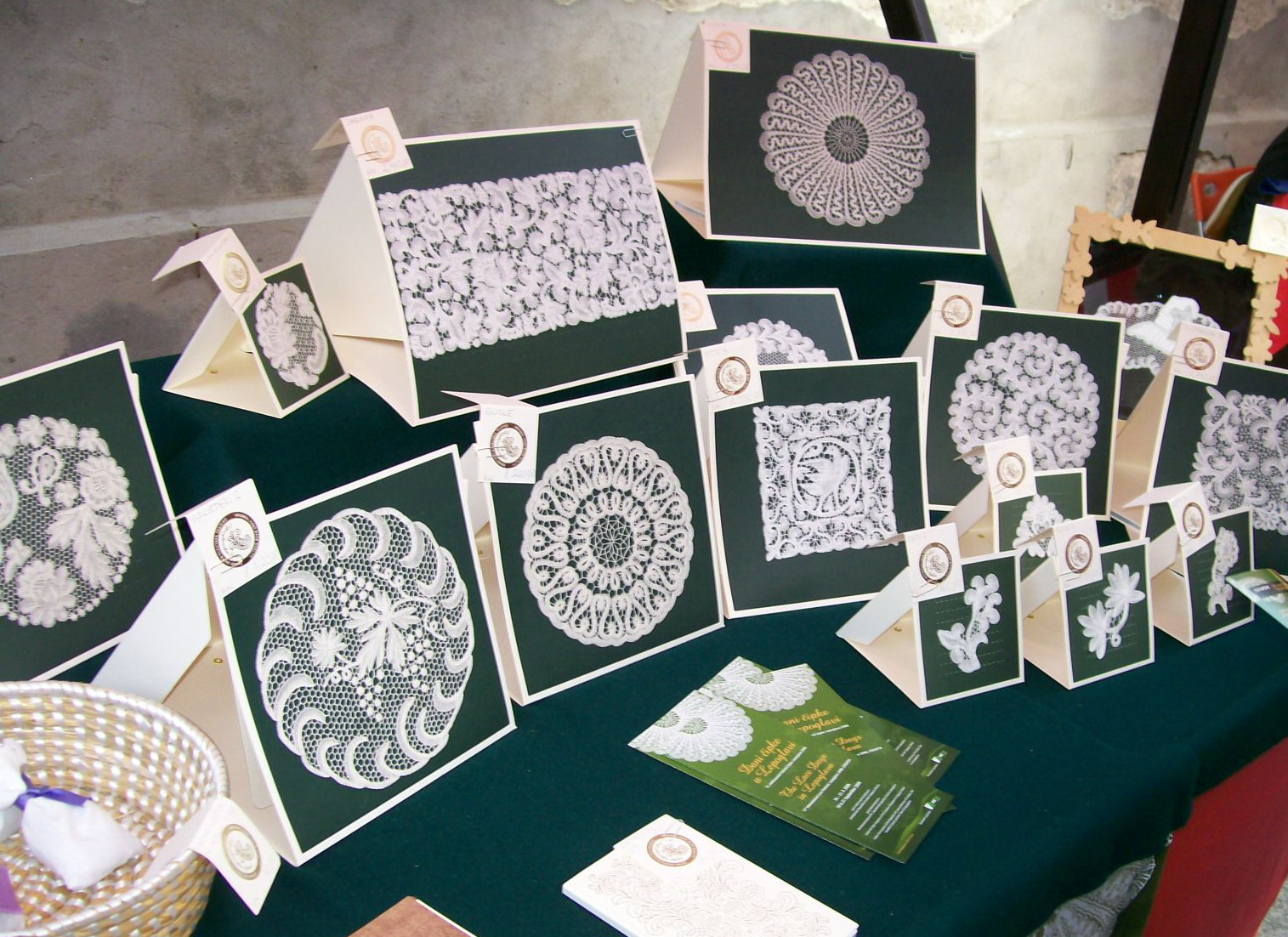
Koronki klockowe z Lepoglavy

Uznaje się, że koronkarstwo w Lepoglavie rozwinęło się dzięki paulinom, którzy nauczyli miejscowe kobiety zdobienia koronkami strojów liturgicznych. Z czasem koronkarstwa uczono na kursach i warsztatach w szkole, a koronki stały się dodatkowym źródłem dochodu dla koronczarek na wsi. Dzięki staraniom Izidora Kršnjavoga w 1892 roku w Lepoglavie uruchomiono kursy koronkarstwa wzorowane na szkole koronkarskiej w Idriji. W Lepoglavie są wytwarzane koronki klockowe.

## Koronki z Hvaru
Koronki z wyspy Hvar są wykonywane z nici zrobionych z włókien agawy. Wykonują je od XIX wieku wyłącznie zakonnice z miejscowego klasztoru benedyktynek. Wybrały taki materiał, ponieważ na wyspie istniała tradycja wykonywania z włókna agawy lin i nici do wyplatania sieci rybackich. Na wyspie Hvar są wytwarzane koronki teneryfowe. Koronki z Hvaru, ze względu na użyty materiał, pełnią wyłącznie funkcję dekoracyjną. Nie wolno ich zwilżać, prasować i prać.